# Lustenau
Lustenau (in alemanno Luschnou) è un comune austriaco di 22 214 abitanti nel distretto di Dornbirn, nel Vorarlberg; ha lo status di comune mercato (Marktgemeinde).

## Storia
Lustenau appartenne come feudo del Sacro Romano Impero alla potente famiglia degli Hohenems. Fattoria imperiale, si estendeva anche sulle terre oltre il Reno, oggi in territorio svizzero. La signoria sovrana, con la scomparsa dell'ultimo principe von Hohenems, Francesco Guglielmo III (1718-1759) è ereditata dalla figlia Maria Rebecca che si vede espropriata anche del feudo di Lustenau l'8 agosto 1767. La proprietà, divenuta privata ma non più sovrana, appartenne dal 1813 al 1830 alla linea dei conti von Waldburg Zeil, finché tornò definitivamente all'Austria.

## Sport
La città ha due squadre di calcio, il FC Lustenau 07 ed il SC Austria Lustenau e una di hockey, l'Eishockey Club Lustenau.
È la città natale del campione di sci alpino Marc Girardelli.